# Au Bonheur des Dames
Pour les articles homonymes, voir Au Bonheur des Dames (homonymie).
Au Bonheur des Dames est un roman d’Émile Zola publié en 1883, prépublié dès décembre 1882 dans Gil Blas, onzième volume de la suite romanesque Les Rougon-Macquart. À travers une histoire sentimentale, le roman entraîne le lecteur dans le monde des grands magasins, l’une des innovations du Second Empire (1852-1870).

## Contexte historique
La parution du roman se situe au début de la Troisième République, sous la présidence de Jules Grévy. Les travaux haussmanniens du Second Empire ont conduit à une grande transformation de la capitale. Un nouveau système de vente dans le domaine textile naît, favorisé par une concentration importante d'une population bourgeoise. La mise en place de la Troisième République laisse espérer un progrès social dont les bénéficiaires seraient les petits employés.

### Genèse et sources
Dès l'automne de l'année 1868, le projet d'Émile Zola d'écrire une grande fresque sur l'ascension sociale d'une famille est clairement établi. Il projette d'y présenter des personnages évoluant dans quatre mondes : le peuple, les commerçants, la bourgeoisie, le grand monde. Il ajoute aussi un monde à part, celui des militaires, des prêtres et des prostituées. Les personnages y seront mus par « la fièvre du désir et leur ambition ». Dans ce corpus, qui deviendra Les Rougon-Macquart, il projette d'écrire un roman sur « la femme d'intrigue dans le commerce ». Ce sera Au Bonheur des Dames. En février 1880, à la fin de la parution de Nana, il fait annoncer que son prochain roman parlera du grand commerce dans Paris et surtout des grands bazars modernes qui naissent dans la capitale. Mais l'année 1880 est une année noire pour Zola (mort de ses amis Edmond Duranty et Gustave Flaubert, mort de sa mère, état dépressif et ennuis de santé) et il sursoit à son projet.
Lorsqu'il écrit Pot-Bouille en 1881, il le conçoit comme le premier épisode du roman suivant. Le premier roman met l'accent sur l'adultère et l'éducation sentimentale d'un jeune homme ambitieux, le second mettra l'accent sur le triomphe des grands magasins et aura pour dominante principale les femmes : les clientes des grands magasins et le triomphe de Denise Baudu. Zola a le désir de faire de ce roman un roman optimiste, un , célébrant le triomphe du siècle, « siècle d'action et de conquête, d'efforts dans tous les sens ».

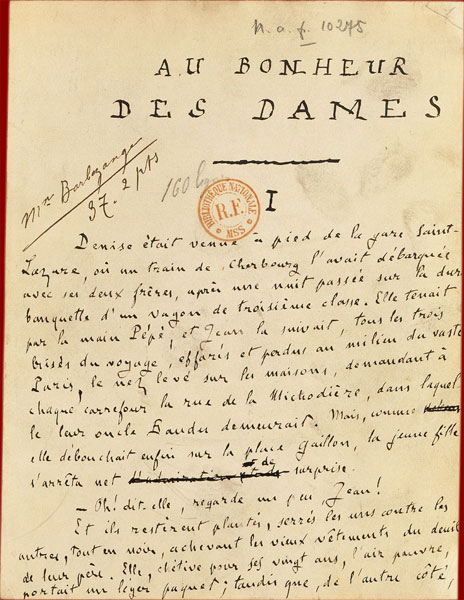
Manuscrit d’Au Bonheur des Dames.

Sa documentation sur le sujet commence dès 1881 : article du Figaro du 23 mars 1881 sur les grands bazars, la faillite du petit commerce, la folie des achats et le problème du vol ; article de novembre 1881 de Jean Richepin dans Gil Blas sur le calicot dans les grands magasins ; article de janvier 1882 dans Gil Blas sur les demoiselles des grands magasins. Il visite des après-midis entiers des grands magasins (le Bon marché, les Grands Magasins du Louvre, la Place Clichy), en observe l'organisation, interroge les dirigeants et note tout dans ses Carnets d'enquête. Il parcourt le livre nouvellement sorti de Pierre Giffard, Paris sous la IIIe République. Les grands bazars, dont il se servira finalement peu. Il a également lu les romans de Balzac, La Maison du chat-qui-pelote et Grandeur et décadence de César Birotteau, ainsi que l'étude de Charles Fourier de 1829, Le Mouvement industriel et sociétaire. Puis il s'enferme pendant huit mois dans sa résidence de Médan pour écrire son roman (28 mai 1882-25 janvier 1883). Son travail commence par une ébauche, résumée en style télégraphique, agrémentée de notes, puis par un plan d'ensemble où Zola décrit le contenu de chaque chapitre, suivi d'un premier puis d'un second plan plus détaillé ; ce n'est qu'ensuite qu'il se lance dans la rédaction.

### Parution et réception
En novembre 1882, Émile Zola fait paraître un extrait du roman dans Le Panurge et le Gil Blas l'annonce dans ses colonnes. La veille de la parution du premier épisode, le 16 décembre 1882, le Gil Blas sort un grand papier sur « les femmes d'Émile Zola », destiné à allécher le lecteur mais un peu loin du réel contenu d’Au Bonheur des Dames. Le roman paraît en 75 livraisons, du 17 décembre 1882 au 1er mars 1883. Il est favorablement accueilli par la critique : on applaudit la délicatesse et la grâce de ses tableaux, son caractère moral, la simplicité attendrissante de son dénouement. Huysmans écrit à Zola en mars 1883 pour lui faire part de son admiration pour avoir su bâtir un tel édifice et décrire les rouages d'un tel colosse. Il loue la puissance de ses descriptions et la fraîcheur singulière des amours de Denise et Mouret.

### Situation
L'action se déroule entre 1864 et 1869. Arrivée à Paris avec ses frères pour travailler dans le petit magasin de son oncle, Denise Baudu prend rapidement conscience que l'emploi n'existe que dans les grands magasins. Denise se fait embaucher au Bonheur des Dames, un grand magasin de prêt-à-porter féminin, découvre le monde cruel des petites vendeuses, la précarité de l'emploi et assiste au développement exponentiel de ce magasin et à la mort des anciens petits commerces. Elle suscite l'intérêt du directeur du magasin, Octave Mouret, qui lui confie de plus en plus de responsabilités. Elle refuse de devenir sa maîtresse mais finit par accepter sa demande en mariage.

### Découpage

#### Débuts au grand magasin

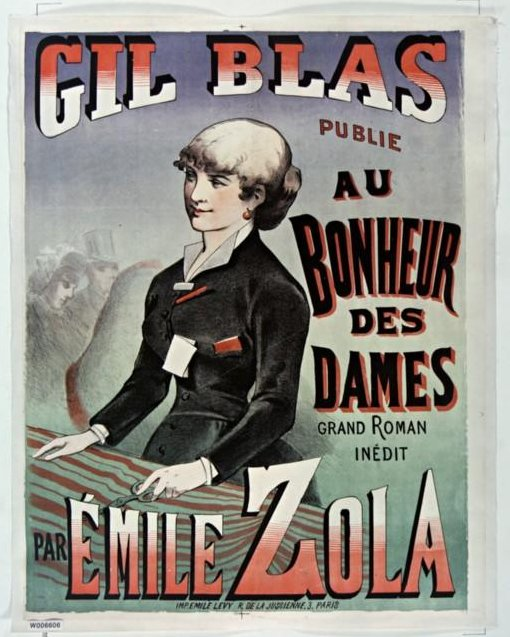
Affiche de Gil Blas annonçant le roman Au Bonheur des Dames.

Chapitre premier. Denise Baudu, jeune Normande de vingt ans originaire de Valognes, arrive à Paris avec ses frères Jean et Pépé, âgés respectivement de seize et cinq ans. Leur père, dont ils portent le deuil, est mort il y a un an environ de la même maladie qui a emporté leur mère un mois auparavant. Elle découvre place Gaillon le magasin Au Bonheur des Dames qui la fascine et, lui faisant face, la boutique Au vieil Elbeuf, propriété de son oncle. Celui-ci lui avait écrit un an plus tôt qu’il y aurait toujours une place pour elle dans sa boutique à Paris. Mais, depuis un an, les affaires ont périclité et il ne peut embaucher Denise. Il tente, sans succès, de la faire embaucher dans un petit commerce ami. Là, Robineau, commis au Bonheur des Dames, lui suggère de postuler un emploi dans ce magasin. M. Baudu décrit à Denise l’histoire du bazar : Au Bonheur des Dames est à ce moment dirigé par Octave Mouret, fils de François Mouret et Marthe Rougon. Ce grand magasin prospère aux dépens des petites boutiques du quartier. Les Baudu, tenant le Vieil Elbeuf qui se trouve en face du Bonheur, sont exaspérés par les agrandissements successifs opérés par Mouret. Ils ont en effet connu la boutique, fondée par les frères Deleuze, à l’époque où elle avait une taille modeste. Mouret est devenu propriétaire de la boutique en épousant, dans Pot-Bouille, Mme Caroline Deleuze veuve Hédouin, qui mourut peu après des suites d'une chute sur le chantier du magasin. Denise, ne trouvant pas de place dans les petites boutiques, décide d’aller chercher du travail au Bonheur des Dames, et ce malgré l’avis défavorable de son oncle. Ce premier chapitre d'exposition permet de présenter un des thèmes principaux du roman : la lutte entre le petit commerce et les grands magasins.
Chapitre II. Denise, arrivée trop tôt au Bonheur des Dames, patiente à l'entrée tandis qu'à l'intérieur tout le personnel prend place et subit l'inspection de Mouret et Bourdoncle, qui donnent les dernières directives commerciales. Lorsque Denise se présente à l'embauche, sa mine pauvre et son origine provinciale ne plaident pas en sa faveur, mais l'avis favorable de Mouret, qui l'a remarquée et lui trouve un charme caché, lui permet d'être engagée. Ce second chapitre d'exposition permet à Zola de présenter le fonctionnement du magasin, la personne de Mouret et sa politique commerciale.
Chapitre III. Mouret se rend chez sa maîtresse Henriette Desforges pour y rencontrer un investisseur potentiel, le baron Hartmann. Mouret lui fait part de son projet : agrandir son grand magasin en bouchant la rue du Dix-Décembre. Le salon est également fréquenté par de nombreuses femmes du monde, clientes du Bonheur des Dames. Mouret retrouve un compagnon d'études, Paul Vallagnosc. Son ami, qui était premier de la classe, gagne moins d’argent que lui. Mouret avoue au baron Hartmann que c’est la femme comme Mme Desforges qu’il cherche à épater avec son magasin. Mouret finit par dévoiler la nouvelle collection aux femmes présentes qui sont enchantées. Le baron Hartmann, d'abord réticent à risquer des fonds, est finalement convaincu en voyant la fièvre d'achats qui s'empare des dames à la vue de quelques dentelles.
Chapitre IV. Première étape dans la croissance spectaculaire du Bonheur des Dames. C'est le premier jour de travail de Denise, engagée au rayon des confections. Mais elle doit subir les railleries des vendeuses qui, se moquant de sa robe trop large et de sa chevelure difficile à coiffer, ne lui laissent aucune vente importante. Elle est affectée au rangement des affaires dépliées et devient la risée du magasin lors de la vente ratée d'un manteau. Mouret, d'abord inquiet du peu d'affluence du matin, assiste triomphant aux ventes records de l'après-midi.
Chapitre V. Denise est convoquée par Mouret qui veut la conseiller sur sa tenue. Encouragée par sa mansuétude, elle se lance dans un labeur acharné, supportant pendant des mois le travail pénible et les persécutions des vendeuses, qui s'accentuent quand elle se révèle une vendeuse remarquable. Mal nourrie, mal payée, elle doit encore couvrir les dettes de son frère et payer la pension de Pépé. Pauline, une de ses rares amies au Bonheur des Dames, lui suggère de prendre un amant, ce à quoi elle se refuse. Mais elle découvre que cette pratique est courante parmi les vendeuses et que la direction ferme les yeux tant que cela ne se passe pas dans le magasin. Elle prend connaissance des affaires de cœur du comptoir, surprend le secret de Colomban, commis chez Baudu et fiancé à sa cousine mais amoureux transi de Clara, vendeuse au Bonheur des Dames. Touchée par la galanterie hypocrite de Hutin, premier vendeur au Bonheur des dames, qui se moque d’elle dans son dos, elle s'en croit amoureuse. Mais, lors d'une sortie à Joinville, elle découvre la vraie nature de celui-ci, hypocrite et coureur. Deloche, un timide commis du Bonheur des Dames, lui avoue son amour qu'elle repousse gentiment. En rentrant, elle croise Mouret, qui échange avec elle quelques mots amicaux, mais qui sent une jalousie poindre en lui à l'idée qu'elle puisse avoir un amant.
Chapitre VI. Juillet 1865. C'est le début de la morte saison, le personnel vit dans la crainte des licenciements. Chaque année, à cette époque, le Bonheur des Dames se débarrasse du tiers de son personnel sous le moindre prétexte. Des rumeurs courent sur Denise : on lui prête, malgré ses dénégations, un enfant (Pépé) et un amant (Jean). Denise, constamment sollicitée par Jean pour des questions d'argent, accepte un travail de confection de nœuds de cravate proposé par Robineau, qu'elle effectue le soir mais dont la source se tarit pour banqueroute. L'inspecteur Jouve, dont les rapports sont à l'origine de nombreux renvois, surprend des bavardages entre Pauline et Denise et pense en tirer avantage pour obtenir des faveurs de Denise. Une fronde, orchestrée par Hutin, est menée par les commis contre Robineau, et l'affaire des cravates sert de prétexte à son licenciement. Les employés se plaignent en vain de la mauvaise qualité de la nourriture. Denise repousse les avances de Jouve mais celui-ci la surprend avec Jean, venu la solliciter une fois de plus. Jouve et Bourdoncle organisent le licenciement de Denise sans en référer à Mouret, dont ils connaissent la faiblesse. Denise aimerait aller se justifier auprès de Mouret, en expliquant que Jean et Pépé sont ses frères, mais elle ne s'y résout finalement pas. Mouret, apprenant le licenciement de Denise, s’énerve contre Bourdoncle car il voit là une tentative d’échapper à son pouvoir, parle de la réembaucher mais finit par se résigner à cet état de fait.

#### Passage par les petites boutiques

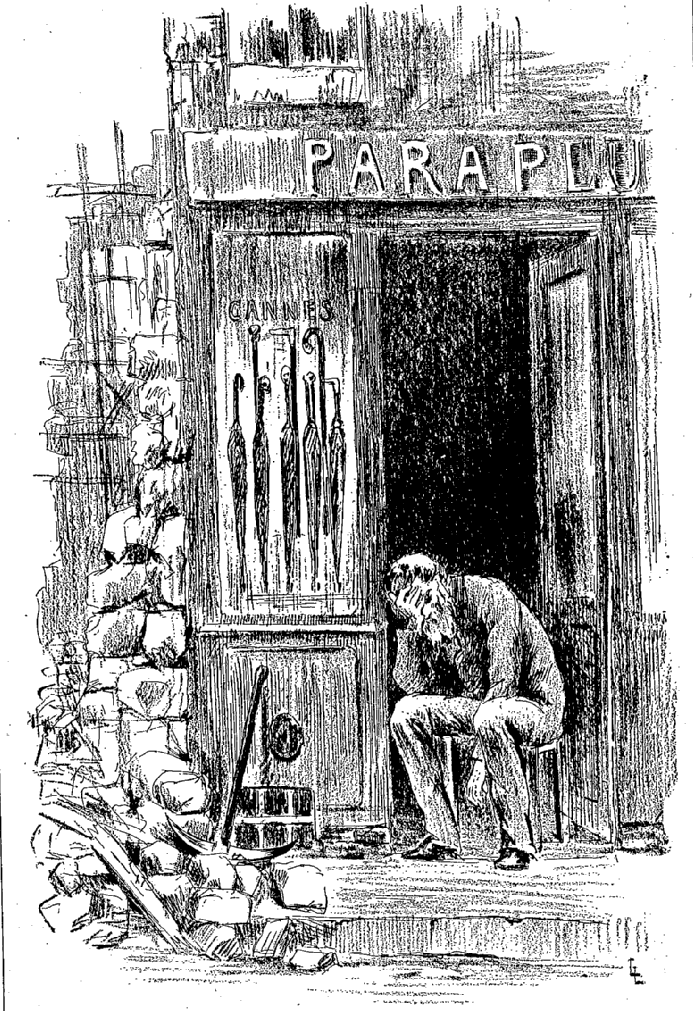
Bourras devant son magasin proche de la destruction.

Chapitre VII. Denise loue une chambre chez Bourras, un artisan qui fabrique des parapluies. Elle croise Pauline et Deloche qui lui donnent des nouvelles du grand magasin. Colomban vient l'entretenir de Clara. Denise traverse une période de misère noire et résiste à la tentation de la prostitution. Bourras l’embauche par charité. En janvier 1866, elle quitte Bourras, pour lequel elle est une charge, et se place comme vendeuse chez Robineau, qui a repris une des boutiques du quartier. Celui-ci, aidé par Gaujean, un petit tisserand lyonnais, décide de batailler contre le Paris-Bonheur de Mouret, la soie miracle. Lui aussi décide de créer sa faille (soie noire). Mais Mouret baisse le prix du Paris-Bonheur devant les yeux effarés de ses salariés, et le vend à perte. Robineau le suit, baisse le prix de sa faille. Finalement, c’est Mouret qui gagne la partie, Robineau est ruiné. Denise défend le principe des grands magasins, l'avenir selon elle. Au printemps, c'est contre Bourras que la guerre s'engage : Mouret achète l'immeuble voisin, encerclant ainsi Bourras, à qui il propose le rachat de son bail pour un prix avantageux. Celui-ci refuse, rénove son magasin et tente de concurrencer le bazar. Un soir d'été, Mouret rencontre Denise aux Tuileries et lui propose de réintégrer  le magasin, offre qu'elle décline. Il est troublé par Denise devenue femme, s'étonne de sa connaissance du problème des grands magasins et du petit commerce, et du fait qu'elle fasse partie du clan de la modernité, et c'est à regret qu'il la quitte, la chargeant d'apporter à Bourras sa dernière offre de rachat, une nouvelle fois repoussée. Denise se réconcilie avec son oncle.
Chapitre VIII. Les travaux haussmanniens se poursuivent. Le Bonheur des Dames s'agrandit. Lors d'un repas chez Baudu, Denise défend le principe du grand magasin. Geneviève, sa cousine, confie à Denise son désespoir de voir Colomban s'éloigner d'elle. Tandis que les travaux s'accélèrent, les faillites dans le quartier se multiplient. Baudu est contraint de vendre sa maison de Rambouillet. Denise, voyant que Robineau, au bord de la faillite, ne sait comment la congédier, accepte un emploi bien rémunéré au Bonheur des Dames. Elle apprend par Deloche que Clara est l'amante de Mouret et en conçoit de la jalousie. Elle retourne voir Colomban pour l'inciter sans succès à tourner son affection vers Geneviève, en lui racontant les aventures de Clara. Les Baudu ont l'impression que le bazar leur a tout volé, leur clientèle, le fiancé de leur fille, et leur nièce.

#### Retour triomphal
Chapitre IX. Deuxième étape dans la croissance spectaculaire du Bonheur des Dames. En mars 1867, c'est l'inauguration du nouveau magasin. Mouret innove en mélangeant les rayons. Une foule innombrable se presse au Bonheur des Dames. Denise, rentrée en février, a retrouvé un personnel respectueux. Mme Desforges vient au bazar pour voir le « caprice de Mouret ». Malgré les informations de Mme Marty qui lui désigne Clara, elle comprend très vite, à la vue de l’attitude de Mouret envers Denise, que celle-ci est sa vraie rivale et se venge en faisant tourner Denise en rond dans le magasin. À l'issue de cette journée qui est une complète réussite, Mouret convoque Denise dans son bureau et la promeut seconde vendeuse du rayon confection. À l'arrivée de la recette, il tente de la séduire en lui en proposant une part. Denise, troublée de sentir le désir de Mouret, refuse. L'arrivée de Bourdoncle interrompt l'entretien.
Chapitre X. À l'inventaire d'août, Denise, qui se remet d'une entorse à la cheville, reçoit une lettre de Mouret l'invitant à dîner. Le message est clair, connu de tous au Bonheur des Dames : après le dîner, il y a « le dessert », Clara et d'autres vendeuses y ont eu droit. Tout le magasin, au courant de la lettre, guette la réponse de Denise. Mme Aurélie organise même une entrevue entre le grand patron et la lingère, mais Denise, dont l'amour pour Mouret est violent, ne peut se contenter de cette offre. Malgré l'insistance de Mouret, qui devient brutale, elle refuse l'offre : elle ne partage pas.

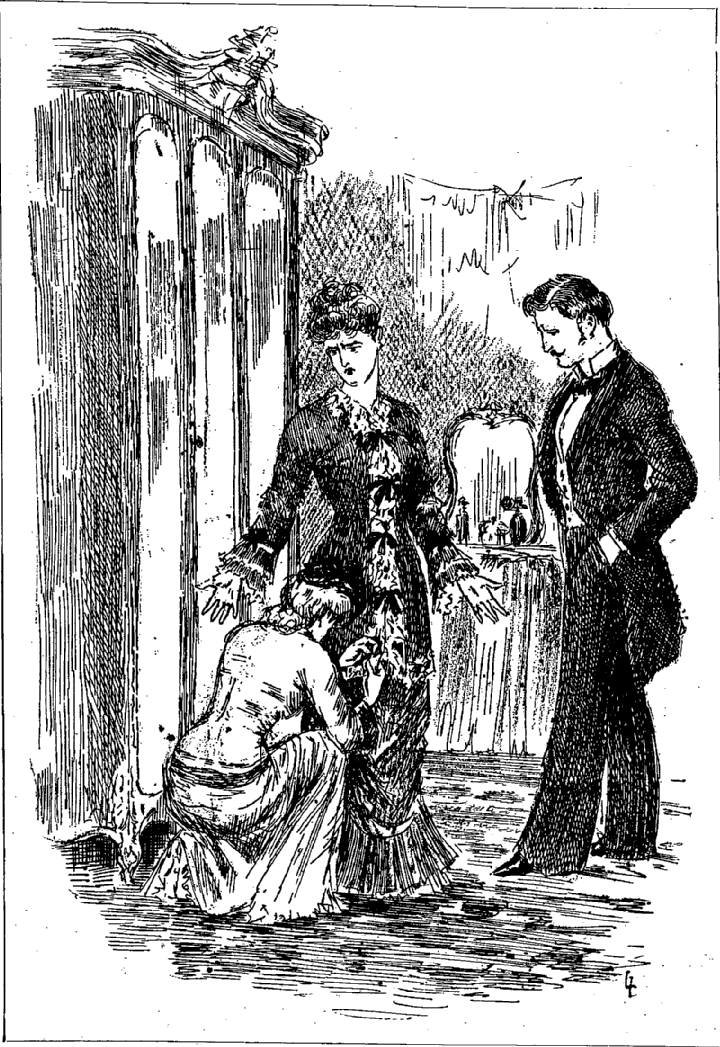
Affrontement entre Denise, Henriette et Octave.

Chapitre XI. Mme Desforges confie à Bouthemont, responsable des achats au Bonheur des Dames, sa frustration de voir Mouret lui échapper. Elle a organisé une rencontre entre Denise, venue chez elle pour retoucher un manteau, et Mouret qu'elle a attiré en promettant la présence du baron Hartmann. En effet, Mouret envisage une vaste extension du magasin et cherche des investisseurs. Henriette Desforges projette d'humilier la lingère devant son patron, mais le plan se retourne contre elle : Mouret prend la défense de Denise, renvoie Bouthemont et quitte sa maîtresse.
Chapitre XII. En septembre 1868 démarrent les nouveaux travaux d'agrandissement du magasin. Clara projette de séduire définitivement Colomban pour attrister Denise. Bourdoncle craint le pouvoir de Denise sur son patron et cherche à la discréditer. Il aimerait lui découvrir des amants : Hutin ? Deloche ? Mouret est obsédé par Denise et même l'ampleur de sa réussite commerciale ne peut le consoler. Sa jalousie se reflète dans son comportement, qui devient agressif envers tout le magasin. Lorsqu'il la surprend en compagnie de Deloche, il lui fait une scène de jalousie passionnée, lui reprochant ses « amants » et menaçant de renvoyer le commis. Mais quand elle annonce son intention de quitter la maison, il se soumet et la nomme « première » (première vendeuse, c'est-à-dire chef de rayon) aux costumes pour enfants. Il se contente de longues conversations amicales au cours desquelles Denise propose des améliorations sociales sur le sort des employés. Pauline interroge Denise : quel est son but avec le patron ? L'idée improbable d'un mariage naît dans l'esprit de Mouret et Denise.
Chapitre XIII. En novembre, Geneviève, abandonnée par Colomban, meurt de chagrin. Son enterrement sert de manifestation de protestation du petit commerce contre le géant Au Bonheur des Dames. Se sentant coupable, Denise obtient des compensations financières pour les chutes inévitables de Bourras et Baudu, mais Mouret la convainc que le progrès est à ce prix. Robineau, désespéré par la faillite de son commerce, tente de se suicider en se jetant sous un omnibus. Bourras est chassé de chez lui et refuse les compensations de Mouret. Mme Baudu se laisse mourir et son mari abandonne sa boutique pour s'enfermer dans une maison de retraite.
Chapitre XIV. Triomphe du Bonheur des Dames. En février est inauguré le nouveau magasin qui a envahi tout le quartier. Toutes ces dames sont au rendez-vous. Une rumeur court sur un mariage entre le patron et la première. Denise est décidée à partir pour couper court aux commérages. Mme de Boves, fidèle cliente du magasin, est surprise en train de voler. Mouret se sent maître du peuple de femmes qui achètent au Bonheur des Dames, mais est prêt à se soumettre aux désirs de Denise. La recette arrive, sonnant son triomphe. À Denise, qu'il a convoquée, il propose le mariage, que celle-ci accepte après insistance de Mouret.

## Personnages
Zola accorde une grande importance à la cohérence interne de ses personnages et précise leurs caractéristiques dans des fiches. Lors de l'ébauche d’Au Bonheur des Dames, 46 fiches sont ainsi créées.

### Octave Mouret
Le personnage d'Octave Mouret est très tôt dans la tête de Zola car il apparaît déjà en 1872 dans une liste sur les Rougon-Macquart qui fait de lui un spéculateur dans le grand commerce, héros d'un roman prévu sur le magasin de hautes nouveautés. C'est le fils de François Mouret et Marthe Rougon, personnages centraux de La Conquête de Plassans. Il est le héros de Pot-Bouille où il se révèle malin, faisant son chemin par les femmes. Simple calicot, il progresse et finit par épouser la patronne. On retrouve, dans le début d’Au Bonheur des Dames, le cynisme qui le caractérise dans Pot-Bouille, en particulier dans la manière qu'il a de se servir de sa maîtresse, Henriette Desforges, pour atteindre le financier Hartmann, mais, petit à petit, ce trait de caractère s'estompe.
Dans son ébauche du roman, Zola précise le profil que doit prendre Octave Mouret dans Au Bonheur des Dames : un homme d'action, avec un brin de fantaisie, de l'audace et un côté féminin qui lui permet de comprendre les femmes et leurs désirs. Mais ce même homme qui triomphe des femmes en spéculant sur leur coquetterie doit être vaincu par une femme qui n'y met aucun calcul. Il construit plus finement l'opposition : Octave Mouret est l'homme tout-puissant du grand magasin, régnant sur son personnel et ses clientes, créant à lui tout seul un univers où la femme est reine et esclave de ses propres désirs, mais c'est aussi l'homme souffrant et soumis qui ne peut résister à la douceur de Denise. Colette Becker précise que Zola l'a pourvu de presque toutes les qualités, « beau garçon, séducteur, élégant, éloquent, […] [possédant] imagination, fantaisie, une tête foisonnante d'idées, mais aussi pleine de logique et de raison, une intelligence vive et pratique », lui permettant de conquérir le monde, et son amour malheureux ne le rend que plus sympathique.
Le personnage du calicot passant de petit vendeur à chef de rayon pour devenir copropriétaire d'une énorme maison, dépeint par Jean Richepin dans un article de novembre 1881 du Gil Blas, a dessiné les contours d'Octave Mouret. Ses qualités de fin stratège commercial sont inspirées de celles d'Aristide Boucicaut dont les techniques de vente ont révolutionné Le Bon Marché, mais, pour les rôles respectifs de Mouret, celui qui innove et séduit, et Bourdoncle, celui qui surveille et licencie, Zola s'est inspiré des hommes d'affaires Auguste Hériot et Alfred Chauchard, créateurs des Grands Magasins du Louvre.

### Denise Baudu
Les aventures de Denise — appelée Louise Baudu par Zola dans ses brouillons préparatoires — constituent le second grand thème du roman, en contrepoint de l'aventure du grand magasin. Zola le précise dès le début de son projet :
Le nom de Denise est écrit exactement 528 fois dans le roman Au Bonheur des Dames.[pertinence contestée]
L'article de Colombine dans le Gil Blas de janvier 1882 racontant le mariage d'une humble et modeste commise avec un chef de maison fournit la trame de sa vie. Le roman, qui initialement devait avoir pour héros Octave Mouret, se centre peu à peu sur le personnage de Denise. C'est à travers elle que le lecteur découvre le grand magasin et les petits commerces ; elle est la confidente des différents acteurs du roman, également la porte-parole de Zola dans son hymne au modernisme et son trouble face à ses victimes. Ce personnage est atypique chez Zola qui s'est attaché jusque-là à décrire des femmes dépendantes, vaincues par la société (Nana ou Gervaise de L'Assommoir). Denise, au contraire, est une femme seule, d'une grande rigueur morale, indépendante dans son travail et sa pensée. Zola la situe dans une classe à part, « entre l'ouvrière et la dame ». Il en précise les contours :
Elle n'est pas spécialement belle ; cependant, Mouret lui trouve dès la première rencontre un certain charme. Elle est dotée d'une chevelure « sauvage » et « inconvenante » qui lui vaut le qualificatif envieux de « mal peignée » mais qui, selon Véronique Cnockaert, est la promesse d'une sensualité et d'une force érotique. Femme en devenir, elle s'affine peu à peu et prend de l'assurance. Ses qualités s'affirment : courage, gaieté, simplicité, douceur, fierté. Indépendante, elle refuse d'entrer dans le moule qui lui est imparti, passant de femme passive à femme sujet, maitresse de son destin. Intelligente, elle est capable de discuter d'égal à égal avec Mouret, ce qui fait d'elle une femme aux idées modernes, une collaboratrice idéale. Pour Zola, elle incarne la philanthropie du magasin, s'attachant à améliorer les conditions de vie des employés : amélioration de la cantine, création d'un orchestre, amélioration des logements, protection de l'emploi (plus de licenciements à la morte saison ou pour une grossesse).
Denise est aussi une femme sentimentale qui, dès le premier regard, est troublée par Octave Mouret. Elle découvre peu à peu que la crainte qu'elle éprouve pour son patron est en réalité de l'amour. En femme volontaire et passionnée, elle s'obstine dans le refus, non seulement par vertu, mais aussi par instinct de bonheur. Elle ne peut être seulement la maîtresse d'Octave, sa jalousie le lui interdit. Elle ne peut se vendre à lui, il lui faut être son égale.
Zola la destine à venger toutes les femmes que Mouret a fait souffrir et sa venue est annoncée à plusieurs reprises par des personnages du roman. Cependant, la « victoire » de Denise n'apparaît pas si évidente pour certains lecteurs. Laura Hartog remarque que les rôles dévolus à Mouret et Denise respectent l'idéologie dominante, l'homme conservant la gestion financière et la femme assurant le bien-être de tous. Selon elle, Zola est révolutionnaire dans son goût pour le progrès mais conservateur dans son image de la famille, confinant Denise dans un rôle de mère (envers ses frères et les employés) et d'épouse. Jurate Kaminskas se demande si Denise a vraiment une pensée libre ou bien si elle ne se laisse pas séduire, malgré elle, par la pensée conquérante de Mouret. Les critiques ne s'y sont pas trompés, qui ont salué à la sortie du roman le retour de Zola aux valeurs morales et à la littérature « convenable ».
Véronique Cnockaert, quant à elle, propose une autre lecture du personnage, voyant en Denise une vierge grande prêtresse du grand magasin auquel elle se voue, dès le premier chapitre, corps et âme, semant la destruction sur son passage et recevant du grand magasin dont elle est « l'Épousée » le pouvoir dont Mouret est le représentant.

### Clientes

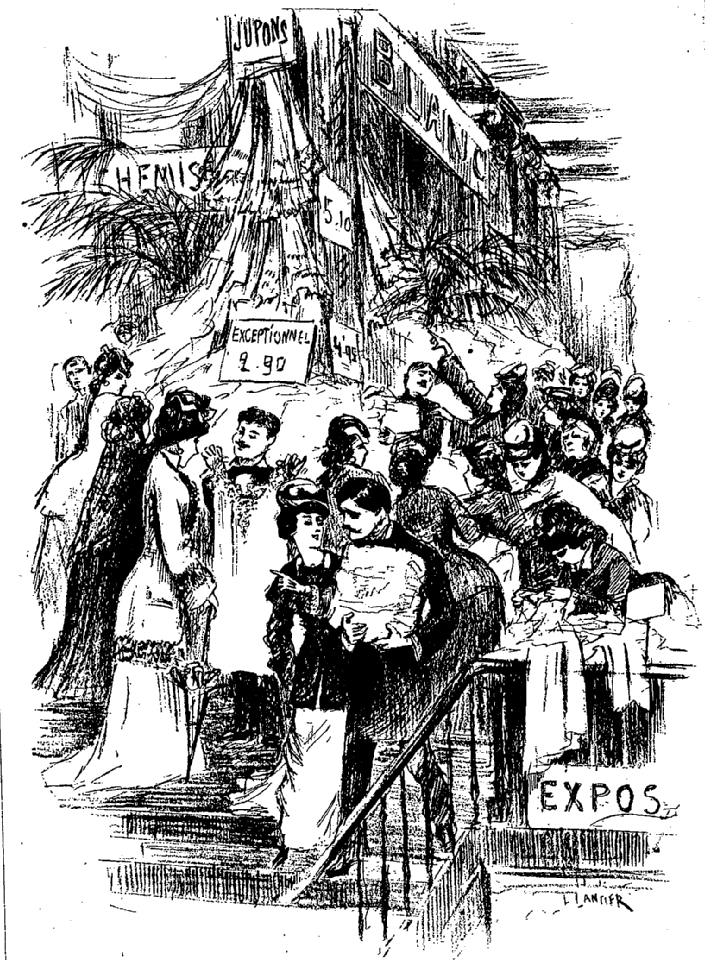
Le jour du blanc au Bonheur des Dames.

Les clientes sont les premières victimes de la soif de pouvoir de Mouret, qui les manipule, les observe, les comprend et se joue de leurs désirs. Le grand magasin construit en leur honneur est en même temps un temple qui leur est dédié et un piège où elles viennent s'engluer. Zola a pour projet de présenter une femme-foule anonyme de laquelle émergent certaines clientes davantage connues des vendeurs, parmi lesquelles deux personnalités vont illustrer le pouvoir du grand magasin et la « fièvre » qu'il peut susciter chez les acheteuses.
La foule : c'est la cohue, les bousculades, les corps qui se pressent, les mains qui plongent dans les étoffes. Pour donner corps à cette entité, Zola la décrit, lors des grandes ventes, notamment la grande vente du blanc, avec sensualité et érotisme,, utilisant un vocabulaire ordinairement associé aux relations amoureuses (chaleur molle des ventres, jouissance, odeur de femme pénétrante, envahissante, alcôve de la chute, ivresse, désir inassouvi, lubricité du rayon de lingerie, chambre d'amour du rayon de soieries où s'exposent les cuisses, les reins, les gorges, tentation aiguë, coup de folie du désir, clientèle violée). Il la compare à une houle, un fleuve, une mer.
Mme Marty : elle illustre la frénésie d'achats, la névrose des grands magasins. Femme d'un professeur qui s'épuise à couvrir les dépenses de sa femme, on la voit entrer dans le magasin avec la ferme intention de n'acheter qu'une paire de lacets et en sortir étourdie et honteuse, ayant encore une fois succombé à sa manie compulsive.
Mme de Boves : elle illustre comment le pouvoir de séduction du magasin peut conduire une femme à la déchéance. Mme de Boves est une femme délaissée par son mari qui, la laissant sans argent, préfère entretenir sa maîtresse, Mme Guibal. Incapable de résister au pouvoir attractif de toutes les marchandises exposées, elle se laisse glisser jusqu'au vol et finit par être surprise par le surveillant Jouve. Pour Zola, le phénomène du vol dans les grands magasins n'est pas un problème moral mais un problème social : c'est l'exposition des marchandises et toute la machinerie de la tentation qui conduisent les clientes à ce vice. Mme de Boves n'en est pas la seule victime : à plusieurs reprises, Zola dépeint la lutte du magasin contre la « fauche », organisée dans le magasin avec ou sans la complicité des employés.
Clientes connues  : il y a celles connues par leur nom comme Mme Desforges, grande bourgeoise, maîtresse jalouse de Mouret ; Mme Bourdelais qui, grâce à son sens pratique, flaire les bonnes affaires ; Mme Guibal, amante de M. de Boves, qui observe plus qu'elle n'achète et profite du système des rendus ; Mme Boutarel, la provinciale, qui économise pendant des mois pour venir tout dépenser dans le magasin et les inconnues baptisées par le magasin, comme la « jolie dame » élégante, cliente régulière à laquelle les employés inventent une vie, un mari, un enfant, un amant, un deuil…
Chantal-Sophie Castro montre comment Zola décrit, à travers ces clientes, le rôle de la femme dans la petite et moyenne bourgeoisie. Le magasin leur permet d'accéder, à des prix raisonnables, à ce qui était autrefois réservé à la grande bourgeoisie. Leur rôle social est faible. Le pouvoir de décision et la gestion financière sont réservés aux hommes, la femme n'a qu'un pouvoir de séduction, qu'un devoir : paraître au mieux, se soumettre à la mode. Le vêtement est l'indice de la réussite sociale. C'est sur ce moteur et le goût du luxe de la femme que s'appuie Mouret pour les inciter à surconsommer. Elle remarque aussi que les achats compulsifs peuvent être la réponse à une frustration sexuelle, « M. Marty est insipide et M. de Boves ne s'intéresse qu'à sa maîtresse », alors que les femmes épanouies, elles, consomment raisonnablement.

### Vendeuses
Henri Mitterand voit dans le roman « le tableau des femmes, clientes et vendeuses, exploitées par des hommes ». Les employées du grand magasin sont effectivement majoritairement des femmes exploitées par des hommes. Zola découvre les difficultés du métier en interrogeant une employée du magasin Saint-Joseph et a pour projet de peindre la société à part que forme le personnel féminin des grands magasins, à mi-chemin entre l'ouvrière et la dame. Leur vie est difficile : logées dans des petites cellules non chauffées dans les combles du grand magasin, mal nourries, maltraitées, elles commencent au pair, ne bénéficient d'aucune sécurité de l'emploi et peuvent être jetées dehors sous le moindre prétexte. Si elles peuvent à la rigueur se marier, il n'est pas question qu'elles tombent enceintes, sous peine de licenciement. Pour survivre, il leur est souvent nécessaire de prendre des amants ou des entreteneurs, ce qui conduit Mme Desforges à dire d'elles : « Toutes des malheureuses à vendre, comme leur marchandise ! » Le système d'intéressement aux ventes entraîne une rivalité entre elles. Un comportement clanique s'établit, avec rejet des nouvelles, hostilité entre rayons, médisances et potins. Dans ce petit monde où n'émerge qu'une seule personne de pouvoir, Aurélie Lhomme, Denise rencontre des ennemies implacables mais une seule amie compatissante.
Mme Aurélie (ou Mme Lhomme) : première (chef de rayon) à la confection. C'est une femme vaniteuse qui vit mal l'échec d'une ancienne tentative de création d'un atelier de confection. Femme avisée, ayant de réelles capacités commerciales, c'est le chef d'une famille éclatée dont les deux autres membres, mari et fils, sont des médiocres. Elle vit comme un affront la distance que Denise met dans ses relations avec elle et la considère comme une ennemie. Elle la traite donc avec mépris et rudesse dans les premiers chapitres, puis, voyant l'influence qu'elle prend, est bien obligée de se soumettre à son autorité et de tenter d'entrer dans ses bonnes grâces. Quand Denise passe première du rayon des enfants, Mme Aurélie, soulagée de conserver sa place de première, la traite en égale mais son âge avancé et les frasques de son fils rendent instable sa position dans le magasin.
Mme  Frédéric : veuve maigre et laide, elle est seconde au rayon confection. Plutôt en retrait, c'est avec retard qu'elle entre dans le clan destiné à exclure Denise. Elle démissionne brusquement de son poste sans qu'on en sache la raison.
Clara Prunaire : elle incarne la débauche et le mépris, travaille peu au Bonheur des Dames et compte davantage sur ses charmes pour survivre. Elle devient un temps l'amante de Mouret. Elle voue dès le départ une haine tenace à Denise, ne se croyant pas du même monde que la pauvre provinciale. Plus le succès de Denise devient évident, plus sa haine et sa rancune augmentent. Elle va jusqu'à séduire le promis de Geneviève, dans le seul but de contrarier Denise. À la fin du roman, elle disparaît sans qu'on sache si elle a trouvé un grand protecteur ou bien est tombée dans la débauche de la rue.
Marguerite Vadon : fille-mère envoyée au Bonheur des Dames pour expier sa faute. Elle attend de pouvoir retourner en province dans le commerce de son père et épouser son cousin. On ne lui connaît pas de vie dissolue. Alliée à Clara quand il s'agit d'exclure Denise, elle abandonne son ancienne amie et se range, plus par flagornerie que par sincérité, parmi la cour de Denise quand celle-ci devient seconde. À la fin du roman, elle s'apprête à retourner chez son père.
Pauline Cugnot : la seule véritable amie de Denise au Bonheur des Dames, bonne fille, compatissante, du rayon des lingeries, elle vit avec naturel les mœurs plus libres de sa classe et confie qu'elle en est à son troisième amant. Peu à peu, Zola la fait évoluer et entrer progressivement dans la petite bourgeoisie ; elle épouse le commis Baugé et devient mère de famille.
Mlle Fontenailles : jeune fille pauvre d'une vieille noblesse du Poitou, protégée de Mme Desforges. Mouret l'engage par charité, comme il a embauché quelques éléments de la vieille noblesse ruinée, et elle est dépeinte comme inadaptée à quelque emploi qui lui soit proposé. Elle épouse le garçon de magasin Joseph, frère de lait d'Albert Lhomme. Ce mariage illustre le mélange social que génère cette nouvelle classe de travailleurs.
Au cours du roman, notamment sous l'influence de Denise, leurs conditions de vie s'améliorent (logement, médecins, bains) et le niveau culturel augmente (cours du soir, bibliothèque, musique). Zola les fait ainsi passer du statut de petites employées proches du trottoir à celui de la petite bourgeoisie plus élégante et cultivée.

### Hommes travaillant auBonheur des Dames

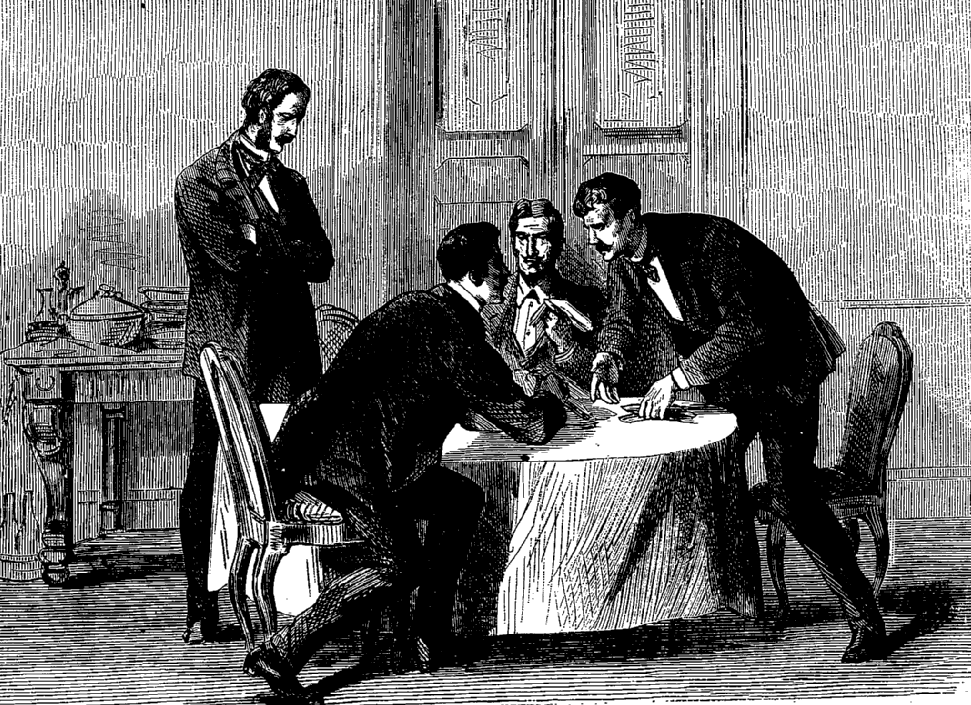
Le service du courrier au Bonheur des Dames.

La population masculine au Bonheur des Dames est loin d'être négligeable. On trouve les commis qui ont un rôle commercial équivalent à celui des vendeuses, mais il existe aussi de nombreux hommes destinés à faire fonctionner les rouages de la grande machine qu'est ce magasin : réception des marchandises, livraison, correspondance, vérification des caisses. Zola s'attache principalement à décrire les luttes de pouvoir dans cet univers masculin où chaque vendeur épie la moindre faute de son collègue pour le faire chuter. Les hommes y sont mus par leur appétit de conquête (femme, argent, poste). Il montre que les postes de chef et la puissance de décision dans le magasin sont majoritairement détenus par des hommes.
Bourdoncle : adjoint de Mouret, chargé de la surveillance générale, responsable des licenciements. Il a débuté en même temps que Mouret au Bonheur des Dames. Contrairement à Mouret, il déteste les femmes. La phrase qu'il adresse le plus aux employés est « Passez à la caisse ! » quand il les licencie. Il incarne la prudence et la méfiance, alors que Mouret progresse par imagination et prise de risque. Il se méfie de Denise et de son influence sur son patron et cherche à la faire tomber. Sentant son pouvoir vaciller, il finit par plier et encourager le mariage de Mouret.
Inspecteur Jouve : capitaine retraité, responsable de la surveillance dans le grand magasin. Il est craint des voleuses mais également des employés auxquels il ne laisse passer aucune faute. Il tente en vain d'user de son pouvoir pour obtenir des faveurs de Denise.
Bouthemont : premier (chef de rayon) et responsable des achats dans le rayon soieries, il devient le familier de Mouret et Henriette Desforges. Quand celui-ci se sépare de sa maîtresse, il licencie son employé. Bouthemont, soutenu par le banquier, le baron Hartmann, monte un grand magasin concurrent direct du Bonheur des Dames : Aux Quatre Saisons et acquiert la notoriété en se comportant en héros lors de l'incendie de son magasin.
Robineau : second au rayon soieries au Bonheur des Dames, il a vu la place de premier lui être ravie par Bouthemont. C'est lui qui encourage Denise à se présenter comme vendeuse au Bonheur des Dames. Il songe à s'installer à son compte. Harcelé à son travail par Hutin et Favier qui s'arrangent pour le discréditer, il est licencié sans discussion.
Hutin : incarne la réussite à coup d'intrigues. Sous un aspect bonhomme, il organise en sous-main, à coup d'insinuation, le renvoi de Bouthemont et Robineau, passant ainsi de premier vendeur à second, puis premier au rayon des soieries. Son amabilité mielleuse trompe Denise qui s'en croit amoureuse, avant qu'elle ne découvre qu'à l'extérieur du magasin il s'affiche avec les femmes qu'il entretient. Sentant que Favier va prendre sa place, il réussit à se faire embaucher aux Quatre Saisons.
Favier : cache sous des dehors froids une volonté implacable. Il s'allie avec Hutin pour détruire Robineau, puis Bouthemont, ce qui lui permet de passer successivement premier vendeur puis second au rayon soieries, et d'accéder enfin au poste de premier au rayon soieries au départ de Hutin.
Lhomme : premier caissier, qui a eu le bras coupé par un omnibus. Homme médiocre qui fait consciencieusement son travail, impressionné par sa femme et malheureux en ménage, il se réfugie dans la musique.
Albert Lhomme : fils du précédent, c'est un jeune homme dépravé qui travaille négligemment à une caisse du Bonheur des Dames. Le statut de sa mère le protège mais le nombre de scandales dont il est le centre (liaison avec une vendeuse, vol organisé) ont raison de sa place. Il est renvoyé et continue à ruiner ses parents par une vie de débauche.
 Liénard : vendeur au rayon lainage. Fils d'un marchand placé par son père au Bonheur des dames, c'est un paresseux et un débauché ; compagnon de beuverie de Hutin, il mange l'argent de son père.
Mignot : vendeur au rayon des gants. Mal vu de l'administration depuis qu'il s'est plaint de la nourriture du réfectoire. Toujours en manque d'argent, qu'il joue aux courses, il est complice d'Albert Lhomme dans la gestion de ses maîtresses et dans la tentative de vol organisé et y perd son emploi. Capable de rebondir, on le retrouve courtier à la fin du roman.
Henri Deloche : jeune et timide commis au rayon dentelles. Embauché en même temps que Denise, il en est l'amoureux transi. Il est renvoyé à la fin du roman pour ses maladresses de vendeur et pour n'avoir pas su déjouer la tentative de vol de Mme de Boves, mais aussi parce que Mouret l'a surpris en adoration devant Denise dont il baisait dévotement la main.
Joseph : frère de lait d'Albert Lhomme. Ancien soldat, honnête travailleur, il finit par épouser la marquise désargentée de Fontenailles.
Baugé : vendeur au Bon Marché puis au Bonheur des Dames, amant et ensuite mari de Pauline.
Les progrès sociaux au Bonheur des Dames profitent aussi à la population masculine qui abandonne les beuglants pour les cercles.

### Acteurs du petit commerce

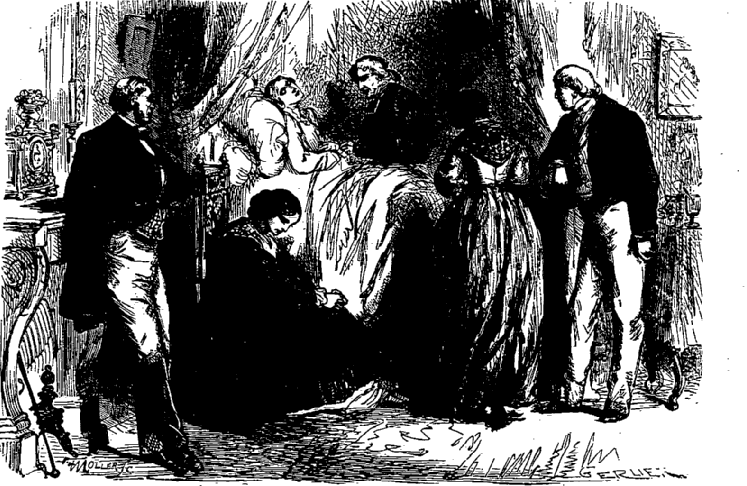
La mort de Geneviève Baudu.

Ils sont nombreux à être broyés par l'expansion du Bonheur des Dames. Leurs noms sont énumérés par les autres commerçants comme des noms de compagnons de lutte tombés au combat : les Bédoré (bonneterie), les Vanpouille (fourrure), Tatin (lingère), Quinette (ganterie), Deslignières (bimbeloterie), Piot et Rivoire (ameublement), Grognet (parfumeur), Naud (cordonnier), Lacassagne (plumassier et fleurs artificielles), Chadeuil (modiste). Zola s'attache à décrire la lutte et l'échec de trois d'entre eux et leur famille.
M. et Mme Baudu : oncle et tante de Denise, propriétaires du Vieil Elbeuf. Ils voient avec aigreur et terreur le triomphe du Bonheur des Dames. L'oncle, personnage obèse à la face jaune, est d'un tempérament bilieux et violent mais reste sympathique dans son attachement au lieu où il a toujours vécu. Sa femme, personnage effacé, toute blanche (teint, cheveux) est soumise à son mari. Pour faire face à la concurrence du Bonheur des Dames, ils sont obligés de vendre aux Lhomme leur propriété de Rambouillet dans laquelle ils espéraient finir leurs vieux jours. Malgré cet apport financier, leur commerce ne survit pas. À la mort de sa femme, M. Baudu abandonne le Vieil Elbeuf et, refusant l'offre d'emploi que lui fait Mouret, entre en maison de retraite.
Geneviève Baudu : cousine de Denise, fille de M. et Mme Baudu. Jeune fille effacée au teint pâle et à la chevelure brune. Amoureuse de Colomban, elle meurt lentement de chagrin lorsqu'elle s'aperçoit que celui-ci n'a d'yeux que pour Clara.
Colomban : premier commis au Vieil Elbeuf, à la face honnête mais aux yeux de ruse. Il est fiancé à Geneviève mais se laisse attirer par les charmes des vendeuses du Bonheur des Dames, en particulier de Clara.
Père Bourras : vieil artisan, travaillant le bois avec art, un peu bourru comme son nom l'indique. Il tient un petit commerce de parapluies juste à côté du Bonheur des Dames. Mouret cherche à acheter son magasin pour s'agrandir. Lorsque Denise, licenciée, tombe dans une misère noire, c'est lui qui lui offre un abri à elle et Pépé, ainsi qu'un emploi dans son magasin. Quand Mouret achète l'hôtel Duvillard, le père Bourras se sent cerné et tente, dans un dernier effort, de moderniser son magasin et d'entrer en concurrence avec le Bonheur des Dames, mais en vain. Mouret rachète ses créances, le met en faillite, l'expulse de son magasin qu'il démolit. Zola cherche à susciter la pitié chez le lecteur pour le combat obstiné du vieil homme qui refuse jusqu'au bout les offres de Mouret.
Vinçard : propriétaire d'un magasin de tissus, créateur d'une spécialité de soie. Sentant le vent tourner, il vend son magasin à Robineau.
Robineau : licencié du Bonheur des Dames, il reprend la boutique de Vinçard. Il embauche Denise quand celle-ci quitte la boutique du père Bourras. C'est un homme jeune, capable d'accepter la modernité. Il engage une lutte commerciale avec guerre des prix entre sa boutique et le Bonheur des Dames, qui conduit à sa ruine. Acculé à la faillite, honteux d'avoir dilapidé la fortune de sa femme, il tente de mettre fin à ses jours en se jetant sous un omnibus.
Gaujean : fabricant de soieries à Lyon, il s'associe à Robineau pour tenter de lutter contre le monopole du Bonheur des Dames sur la soierie, mais ses méthodes d'approvisionnement obsolètes se révèlent inefficaces. Après la faillite de Robineau, il tente d'entrer en grâce auprès du grand magasin.

### Personnages extérieurs au monde du commerce
Zola donne également du relief à de rares personnes ne travaillant pas dans le commerce, mais éclairant, par leur attitude, certaines facettes des héros.
Paul de Vallagnosc : compagnon d'étude de Mouret qui le prend comme témoin de sa réussite. C'est l'anti-Mouret. Il incarne le passé. Noble désabusé qui considère le monde commercial comme indigne de sa classe, il traîne un pessimisme vaniteux. Malgré de brillantes études, il vit chichement d'un maigre salaire de fonctionnaire, considère que rien ne vaut que l'on s'en émeuve, épouse sans entrain la fille de Mme de Boves. Mais son indifférence apparente disparaît quand il est près d'être touché par le scandale lors du vol de dentelles très coûteuses commis par sa belle-mère.
Jean Baudu : apprenti ébéniste-ivoirier, frère de Denise, il éclaire par son comportement l'instinct maternel de Denise. Il a 16 ans lorsqu'il arrive à Paris avec sa sœur et son petit frère. Sa beauté lui vaut de nombreuses conquêtes amoureuses. Toujours en besoin de quelque argent, il exploite outrageusement Denise qui, telle une mère de substitution, tente de le protéger. Il est à l'origine de son renvoi. Après cinq ans d'une vie agitée, il se range enfin en épousant Thérèse, la nièce d'un pâtissier.
« Pépé » : uniquement connu sous son surnom, frère de Denise, il a 5 ans au début du roman. Il est en pension chez Mme Gras. Il ne peut plus y demeurer lorsque Denise, renvoyée du Bonheur des Dames, ne gagne plus assez pour payer sa pension.

## Thèmes

### Grands magasins

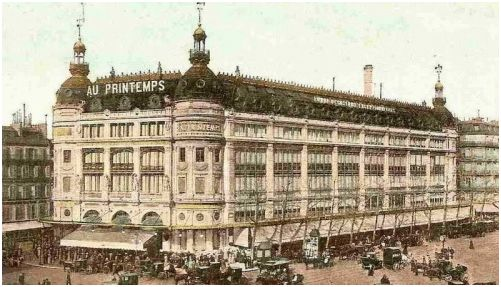
Le magasin Au Printemps dans les années 1900, construit par Paul Sédille suivant les idées novatrices de Frantz Jourdain qui ont également inspiré Zola.

Dans la seconde moitié du XIXe siècle, de grands travaux sont entrepris dans Paris, consistant à créer des grands boulevards et des places dégagées. À la même époque se construisent dans la capitale des grands magasins offrant, sur des surfaces très grandes à plusieurs étages, une grande variété de produits textiles. Construits sur le modèle du Bon Marché d'Aristide Boucicaut, ils s'adressent à une population bourgeoise et proposent des marchandises à prix fixe, créées en quantité industrielle. Une politique commerciale est mise en place à l'aide de réclame et de guerre des prix pour pousser les femmes à la consommation. Ce déplacement du commerce vers des rues très passantes conduit à la ruine les vieilles boutiques moins accessibles, plus petites et pratiquant des méthodes de ventes anciennes. Le besoin de logements et de gargotes nécessaires pour faire vivre la population d'employés travaillant dans les grands magasins conduit à une forte mutation des quartiers commerciaux. Les changements qu'induisent l'éclosion de ces grands magasins, tant du point de vue architectural que du point de vue économique et social, donnent lieu à de nombreuses études.

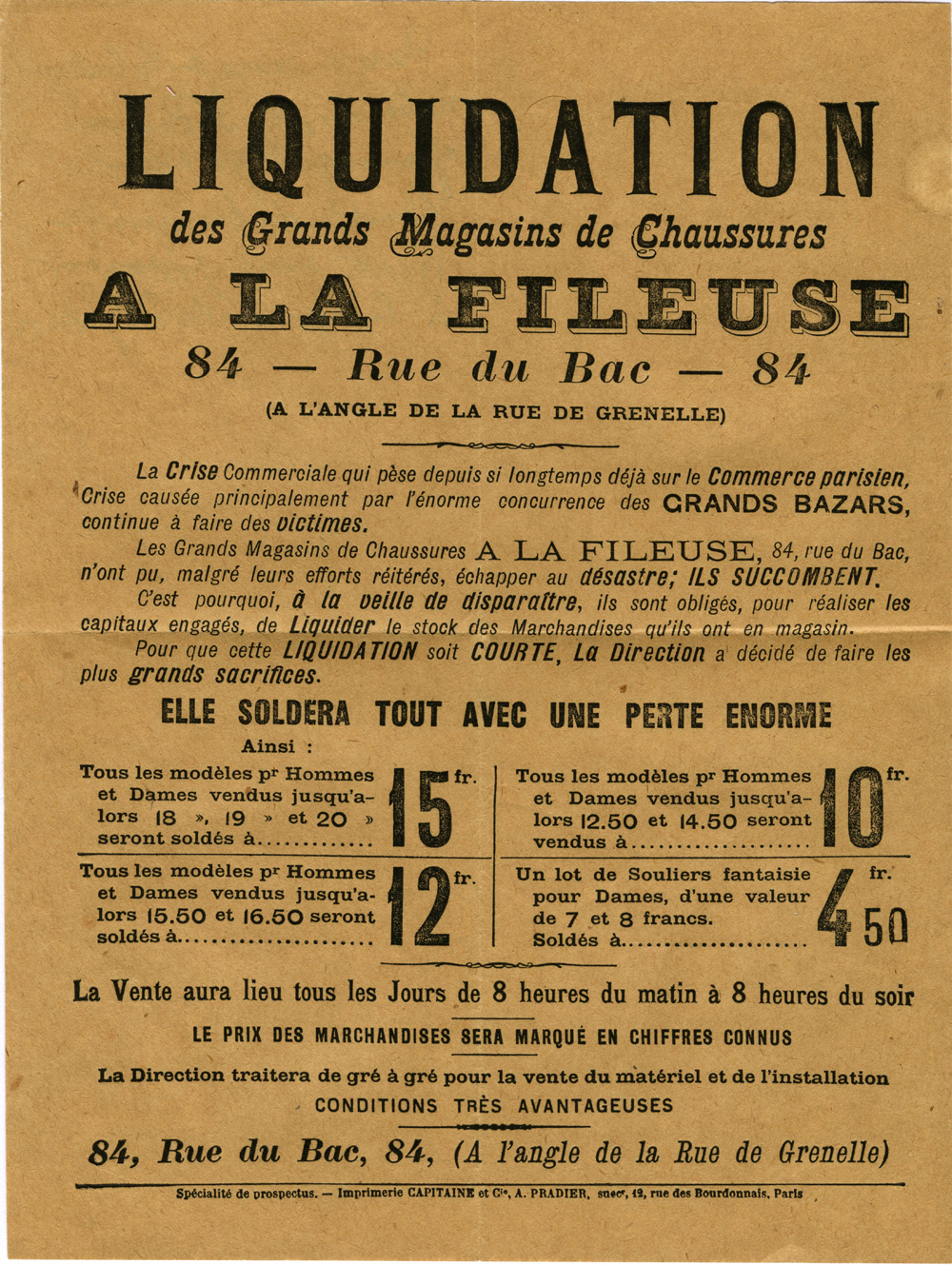
Prospectus d'un commerçant parisien qui ne résiste pas à la concurrence des grands bazars.

Zola admire l'urbanisme du Second Empire et voit dans l'éclosion des grands magasins une mutation de la société, le « triomphe de l'activité moderne », le produit d'un « siècle en mouvement ». La disparition des petits commerces, toute émouvante qu'elle soit, est une conséquence naturelle de cette nécessaire évolution. Il rêve que les grands magasins, tels des « phalanstères du négoce », conduisent à un progrès social semblable à celui mis en place par Mme Boucicaut au Bon Marché. Les intentions de Zola concernant son roman sont claires : il s'agit de raconter l'histoire d'un immense établissement de sa naissance à son expansion finale, de montrer comment, petit à petit, il grignote les commerces alentour, mais aussi de peindre le milieu des employés des deux sexes dans leur fourmillement. Il s'attache ainsi à décrire le fonctionnement interne du magasin, des commandes aux rendus, en passant par les inventaires et la gestion des vols. Il explique par le détail les stratégies commerciales, de la réclame à la guerre des prix, en passant par la présentation des produits et les services annexes proposés aux clientes. Il explique la gestion du personnel, son logement, sa nourriture, le règlement intérieur, les systèmes d'embauche et de licenciement. Il en décrit minutieusement l'architecture intérieure et ses innovations, s'inspirant de celles du Magasin de la Paix mais aussi du Printemps, incendié et reconstruit suivant les principes de Frantz Jourdain, futur créateur de La Samaritaine, lui empruntant l'utilisation du fer et du verre pour donner une impression de lumière et d'espace. Le nom du magasin est déjà choisi en 1881 dans Pot-Bouille. Il est à rapprocher du nom du magasin Le Paradis des Dames situé rue de Rivoli.
Pour augmenter l'intensité dramatique, il va accélérer la progression du magasin, qui ne dure que cinq ans dans le roman au lieu des vingt et un ans du Bon Marché. Pour expliquer les faillites du petit commerce, il en exagère la vétusté, s'inspirant du roman La Maison du chat-qui-pelote écrit par Balzac en 1829. Pour montrer la dynamique du grand magasin, il multiplie les métaphores, culminant au chapitre XIV (ruche bourdonnante, machine fonctionnant à haute pression, un monstre, un ogre dévorant le quartier, un temple au culte dédié à la féminité et à la tentation) et accumule les descriptions foisonnantes.

### Roman d'amour
Le roman est construit selon un double fil directeur : il décrit, d'une part, un magasin monstre dévorant le quartier et, d'autre part, une jeune fille d'apparence modeste dont l'amour et la patience conquièrent petit à petit Octave Mouret. Il ne se résume pas seulement à une aventure amoureuse à l'eau de rose, mais celle-ci est une composante essentielle de l'œuvre. Cette intrigue se déroule selon la structure détaillée par Janice Radway sur le roman sentimental : l'histoire commence par une destruction de l'identité sociale (Denise est une orpheline déracinée), suivie d'une réaction négative de la femme envers l'objet de son désir (Denise craint Mouret et le voit avec le filtre de son oncle). Le comportement de l'homme séducteur est ambigu (distant, apparemment méprisant) et induit une réponse distante de l'héroïne. Celle-ci est punie (Denise est renvoyée) et la séparation entre les deux héros est effective (passage de Denise dans le petit commerce). Mais une nouvelle rencontre a lieu (entretien aux Tuileries), l'homme traite la femme avec douceur et respect, les malentendus sont levés, l'héroïne interprète positivement le comportement du héros et ne le rejette plus de manière ostensible. Le héros déclare sa flamme et, après une dernière défense pudique, la femme répond avec la même intensité. Le roman se termine sur la restauration sociale de l'héroïne (mariage). Colette Becker souligne les éléments qui font de ce roman un conte : une jeune fille innocente doit surmonter des épreuves, affronter des méchants (Hutin, Clara, Jouve, Bourdoncle, Henriette…) qui seront punis ou vaincus ; au cours de l'intrigue, les personnages se métamorphosent, Denise, à la beauté gauche et sauvage, vire à la femme élégante et intelligente, Mouret évolue du séducteur méprisant à l'amoureux passionné et respectueux, l'héroïne est également la bonne âme destinée à améliorer le sort des malheureux. Mais elle propose également une autre lecture : le roman serait la présentation d'une histoire d'amour moderne ; par-delà les différences d'apparence de classe (le chef de magasin épousant une vendeuse), il y aurait la rencontre de deux personnages égaux par le mérite et complémentaires par la pensée ; Denise ne serait pas une énième conquête de Mouret, mais la compagne et l'associée d'une vie.

### Capitalisme
Zola étudie tous les rouages d'une société capitaliste où l'argent est le moteur principal des relations économiques et humaines. Son attitude envers lui peut être illustrée par son commentaire au sujet de son roman du même nom : « Je n'attaque ni ne défends l'argent, je le montre comme une force nécessaire jusqu'à ce jour, comme une force de civilisation et de progrès. » Il étudie donc la mécanique financière du grand magasin, le rôle joué par les grandes banques, l'importance de la production à grande échelle. Il analyse avec minutie le montage financier qui permet l'expulsion de Bourras, qu'il qualifie de « canaillerie dans toute sa légalité ». Depuis son roman La Curée, sa vision a changé : la fortune ne se crée plus sur une malhonnêteté ; elle est le fruit du travail et de la compétence de grands capitaines d'industrie comme le baron Hartmann ou Octave Mouret. Les stratégies commerciales qu'il décrit sont encore d'actualité et, dans cet univers mercantile, préfigurant la société de consommation, la femme est un enjeu économique, une « mine de houille » à exploiter.
Cependant, le rôle de l'argent à tous les niveaux de la société, le principe de l'intéressement, les primes données à ceux qui découvrent les erreurs des autres induisent une lutte perpétuelle entre individus. Zola précise : « La lutte pour la vie est entière — chacun va à son intérêt immédiat. » Dans cette guerre continue, les plus faibles, ou ceux qui n'arrivent pas à s'adapter, sont écrasés. C'est ce qu'on appelle le darwinisme social. Les employés inefficaces sont renvoyés, les petits commerces détruits. La position de Zola sur cet envers du décor est ambiguë. L'attention qu'il met à faire éprouver au lecteur de la compassion pour les petits laisse penser qu'il est mal à l'aise à ce sujet. Denise, qui est sa porte-parole, souffre de cet état de fait mais finit par reconnaître que « ces maux irrémédiables […] sont l'enfantement douloureux de chaque génération ». Zola tente de lutter contre cette vision pessimiste, il cherche à voir, dans cette concurrence et ses effets, une condition nécessaire au progrès : si le meilleur gagne, tout le monde en profite. Il tente, avec le personnage de Denise, de montrer que cette grande machine capitaliste peut également profiter aux travailleurs, qui peuvent bénéficier de conditions sociales améliorées. Dans cette perspective en fait, même les clientes profitent. Les grands magasins sont un lieu où elles peuvent assouvir leurs fantasmes et leurs impulsions. Mais certains lecteurs ont une autre analyse : Henri Guillemin, par exemple, y voit un « capitalisme triomphant » sous « un badigeon paternaliste ».

### Naturalisme
En plein cœur de la série des Rougon-Macquart, le roman Au Bonheur des Dames se veut un roman naturaliste. Dans son étude, Le Roman expérimental, Zola décrit les principes du roman naturaliste : selon les règles de la méthode expérimentale, il s'agit de préciser les conditions initiales de vie puis d'observer comment le comportement de l'individu ou de la société se détermine à partir des contraintes auxquelles ils sont soumis (hérédité, éducation, physiologie, milieu social).

« L'observateur chez lui donne les faits tels qu'il les a observés, pose le point de départ, établit le terrain solide sur lequel vont marcher les personnages et se développer les phénomènes. Puis, l'expérimentateur paraît et institue l'expérience, je veux dire fait mouvoir les personnages dans une histoire particulière, pour y montrer que la succession des faits y sera telle que l'exige le déterminisme des phénomènes mis à l'étude. »

— Zola, Le Roman expérimental.
La construction du roman commence donc par une étude minutieuse du milieu où se déroule l'action. L'univers du grand magasin est ensuite décrit de manière quasiment exhaustive (inspection du magasin par Mouret au chapitre II, les conditions de vie des employés, les grandes ventes des chapitres IV, IX, XIV, les réfectoires des chapitres VI et X). C'est le rôle des multiples descriptions que Zola distille de manière régulière dans son roman pour éviter de trop se disperser et se noyer dans les pages descriptives. Il ne reste plus alors qu'à observer l'évolution du grand bazar et le comportement des acteurs plongés dans ce milieu. Selon un principe assez classique dans ses romans, Zola choisit un personnage étranger au milieu (ici, il s'agit de Denise), l'introduit dans ce nouvel univers et observe son comportement. Pour Zola, l'homme est déterminé par son hérédité : Octave Mouret est de la lignée de Rougon ; il est donc mû par son ambition, sa soif du pouvoir et de l'argent. Il pense d'autre part que le rôle du corps et de ses pulsions est un élément important dans les actions des personnages, il n'hésite donc pas à l'évoquer dans les différentes scènes, observant entre autres presque médicalement ce qu'il appelle la « névrose » des grands magasins. Enfin, l'homme est également déterminé par son milieu social et le romancier, par la mise en évidence des rouages qui expliquent son comportement, fait œuvre sociale.
Cependant, cette méthode expérimentale n'induit pas chez l'auteur une neutralité et une objectivité. Zola reste un observateur sensible qui donne ainsi à ses descriptions un caractère subjectif voire fantastique. Il a une thèse à défendre qui influe sur les chemins que vont suivre ses héros. Quand il s'agit de centrer l'action et conserver le rythme, Zola n'hésite pas à prendre de la liberté par rapport au réel, jouant sur le déroulement du temps et exagérant les contrastes, développant un souffle épique dans un style lyrique et impressionniste.

## Édition
- Au Bonheur des Dames, Paris, G. Charpentier et E. Fasquelle, 1883    (Wikisource)

## Adaptations
Ce roman a été adapté plusieurs fois au cinéma :
- Au Bonheur des Dames par Julien Duvivier en 1930 ;
- Au Bonheur des Dames par André Cayatte en 1943 ;
- The Paradise, série télévisée britannique diffusée sur la chaîne BBC One en 2012 ;
- Il paradiso delle signore (it), série télévisée italienne diffusée sur la chaîne RAI1 en décembre 2015.

Il aussi été adapté en bande dessinée :
- Agnès Maupré (scénario et dessin) et Émile Zola (d'après) (postface Manuel Charpy), Au bonheur des dames, Bruxelles/Paris/85-Luçon, Casterman, 3 juin 2020, 130 p. (ISBN 978-2-203-17015-5).

Adapté aussi au théâtre :
- Au Bonheur des dames, au théâtre immersif du Bon Marché Rive Gauche[126].

- Aïda ou le Bonheur des Dames, roman de Iman Bassalah, rend hommage au livre à travers des allusions et des références, notamment au personnage de Madame de Boves et sa manie du vol.